# For every heart (альбом)
«For every heart» (укр. Для кожного серця) — дебютний авторський альбом Джамали, збирання пісень до якого, зі слів самої співачки, тривало приблизно півтора року. Альбом повністю записано й вироблено в Україні, чим співачка дуже пишається. На полицях українських музичних магазинів альбом з'явився навесні 2011 року.

## Про альбом
До альбому входять 15 пісень: 11 авторських (музику для яких написала сама співачка), кримськотатарська народна пісня «Pencereden» (яку Джамала присвячує своїй бабусі Едіє і всьому кримськотатарському народові), а також три бонус-треки («History repeating», «Маменькин сынок», «Верше, мій верше») — пісні, які Джамала виконувала на «Новій хвилі-2009». 
Аранжувальником і саундпродюсером альбому виступив український музикант Євген Філатов, відомий багатьом як фронтмен гурту «The Maneken», а автором слів є українська поетеса, лірик Тетяна Скубашевська.
Також до альбому додається 24-сторінковий буклет із текстами пісень, світлинами виконавиці та ілюстраціями дизайнерки Гаяне Асцатурян. Фотосесію для обкладинки і буклету робили у Львові; фотограф — Олександра Самсонова.

## Список пісень
| #   | Назва                   | Автор слів      | Автор музики     | Тривалість |
| --- | ----------------------- | --------------- | ---------------- | ---------- |
| 1.  | «For every heart»       | Т. Скубашевська | С. Джамаладінова | 3:39       |
| 2.  | «One more try»          | Т. Скубашевська | С. Джамаладінова | 4:19       |
| 3.  | «You are made of love»  | Т. Скубашевська | С. Джамаладінова | 3:58       |
| 4.  | «It's me, Jamala»       | Т. Скубашевська | С. Джамаладінова | 3:19       |
| 5.  | «Alas»                  | Т. Скубашевська | С. Джамаладінова | 4:41       |
| 6.  | «In my shoes»           | Т. Скубашевська | С. Джамаладінова | 3:35       |
| 7.  | «Without you»           | Т. Скубашевська | С. Джамаладінова | 5:04       |
| 8.  | «Sing it out»           | Т. Скубашевська | С. Джамаладінова | 3:46       |
| 9.  | «Find me»               | Т. Скубашевська | С. Джамаладінова | 4:43       |
| 10. | «I see you every night» | Т. Скубашевська | С. Джамаладінова | 3:23       |
| 11. | «Pengereden»            | народні         | народні          | 2:57       |
| 12. | «Smile»                 | Т. Скубашевська | С. Джамаладінова | 3:12       |

| Bonus tracks | Bonus tracks        | Bonus tracks  | Bonus tracks  | Bonus tracks |
| #            | Назва               | Автор слів    | Автор музики  | Тривалість   |
| ------------ | ------------------- | ------------- | ------------- | ------------ |
| 13.          | «History repeating» | А. Гіффорд    | А. Гіффорд    | 3:14         |
| 14.          | «Маменькин сынок»   | Д. Клімашенко | Д. Клімашенко | 3:30         |
| 15.          | «Верше, мій верше»  | народні       | народні       | 3:24         |
| 56:30        |                     |               |               |              |